# God
God ili godišnji prsten je cjelokupna masa sekundarnog stabla nastala tijekom jednoga vegetacijskoga razdoblja. 
Kambij koji proizvodi godove, aktivan je tijekom cijelog života biljke. Može imati periodičan rad u područjima, gdje postoji smjena razdoblja kiše i suše, odnosno ljeta i zime. U pojedinim će razdobljima nastanak sekundarnog drveta i kore biti intenzivnije. Kod biljaka koje žive u tropskom i suptropskom području, gdje su uvjeti manje-više ujednačeni, godovi se ne mogu razgraničiti.

## Karakteristike
Koliko će god biti širok, ovisi od vrste biljke, njene starosti i uvjeta u kojima živi. Također, kod stabala koja rastu uspravno, godovi su koncentrični, dok su kod onih koja su kosa i više horizontalna, godovi ekscentrični.

## Mikroskopiranje
Sami godovi mogu se uočiti i bez mikroskopa, ali uz pomoć njega, mogu se vidjeti svjetliji i tamniji dio goda. Svjetliji se sastoji iz širokih traheja tankih stijenki i on nastaje u proljeće, kada se razvijaju izdanci za koje je potrebno mnogo vode i mineralnih supstanci. U kasno ljeto, prestaje nastanak novih grana i listova, te i potreba za novim trahejama i tada se razvija tamniji dio, koji sadrži više drvenih vlakana. Svjetliji dio se označava kao proljetno drvo koji ima provodnu funkciju, dok se tamniji označava kao jesenje i ima mehaničku ulogu. Prijelaz između ove dvije zone tijekom jednog vegetacijskog razdoblja je postepen, ali je zato prijelaz između jesenjeg drveta jednog i proljetnog drveta drugog razdoblja sasvim jasan, pa se godovi lako razlikuju.

## Starost drveta
Iako se brojanjem godova utvrđuje starost nekog drveta, ova metoda nije sasvim pouzdana. Naime, događa se da se tijekom jednog vegetacijskog razdoblja broj godova udvoji (kada recimo dolazi do gubitka lišća u proljeće zbog mraza, pa kasnije nastani novo lišće i time i novi god) ili da njihov nastanak potpuno izostane (ako je iz nekog razloga oslabljena prehrana biljke).